# Handbook of Texas
『Handbook of Texas』とはテキサス州歴史協会（TSHA）によって発行されているテキサス州の地理、歴史、歴史上の人物に関する項目を包括的に収録した百科事典である。

## 歴史
TSHA代表を務めるテキサス大学歴史学部ウォルター・プレスコット・ウェブが発案し、1952年に全2巻が出版された。その後1976年に補巻が出版された。
1996年に全6巻、23,000以上の項目に拡充された『New Handbook of Texas』が出版された。
1999年、『Handbook of Texas Online』がインターネット上に公開された。第2版の全文のほか、紙面の都合上収録できなかった約400項目が収録されている。その後の継続的な更新により現在25,000以上の項目を収録している。このオンライン版には、「Texas since World War II」（第二次世界大戦後のテキサス）といった一般的な項目のほか、著名なテキサス人であるサミュエル・ヒューストンやW・D・トッウィッケルの人物伝、マタドールといった農場、テキサス州ウェーコといった地理に関する項目も含まれている。
標準教科書『The History of Texas』の共同執筆者であるロバート・A・カルバートなど多数のテキサス州の学者や教授が寄稿している。